# Marian Kovalskij
Marian Albertovitj (Vojtechovitj) Kovalskij (ryska: Мариан Альбертович (Войтехович) Ковальский), född 15 augusti (gamla stilen: 3 augusti) 1821 i Dobrzyń nad Wisłą, Polen, död 9 juni (gamla stilen: 28 maj) 1884 i Kazan, var en polsk-rysk astronom.
Kovalskij blev 1854 professor i astronomi och direktor för observatoriet i Kazan. Han gjorde sig känd genom bland annat värdefulla undersökningar över planeternas och kometernas rörelser, över teorin för dubbelstjärnornas banor samt genom praktisk-astronomiska arbeten. Hans metod för beräkning av en dubbelstjärnas banelement vidareutvecklades av Sergej Glazenap.

Kratern Koval'sky på planeten Mars har fått sitt namn efter honom.